# Olios quinquelineatus
Olios quinquelineatus là một loài nhện trong họ Sparassidae.
Loài này thuộc chi Olios. Olios quinquelineatus được Władysław Taczanowski miêu tả năm 1872.